# Daphnia galeata
Daphnia galeata is een watervlooiensoort uit de familie van de Daphniidae. De wetenschappelijke naam van de soort is voor het eerst geldig gepubliceerd in 1863 door Sars.